# 丸新百貨店
丸新百貨店（まるしんひゃっかてん）は、徳島県徳島市東新町にあり、徳島そごうの開業前は徳島の地域一番店となっていた百貨店。

## 歴史・概要
1934年（昭和9年）3月24日に東新町商店街に徳島市内の卸売業者26店による「観商場」形式の新町百貨店として開業したのが始まりである。
建物は木造3階建で、1階が各種商品売り場で、2階が呉服売り場と食堂、3階が遊技場などとなっていた。
1935年（昭和10年）9月20日に「株式会社丸新」を設立し、同年10月5日に「丸新百貨店」として新装開店した。
同年11月に隣接する「広田呉服店」跡に「一楽屋呉服店」が鉄筋コンクリート造4階建ての「一楽屋百貨店」を開設し、当店と共に隆盛を誇った。
西隣に1938年（昭和13年）9月30日に鉄筋コンクリート造・地下1階地上5階建て・塔屋付きの建物を新設し、売場面積を5,220m2とした。
この新館は全館冷暖房で、客用と貨物用のエレベーターが各々1基設置され、ショーウィンドウは路面用2か所のほか踊り場用が4か所設けられ、約200席の一般食堂と約50席の特別食堂、約30席の喫茶店などが配されていた。
1939年（昭和14年）1月に百貨店法の規制により、営業時間を18時までに短縮した。
1943年（昭和18年）4月14日に3階・4階・5階を徳島貯金支局に供出し、1945年（昭和20年）7月4日の徳島大空襲まで業務が行われた。
また、1943年（昭和18年）4月に有価証券事業の免許を取得し、同年5月に国債売捌所を開設した。
また、同年12月には屋上に防空監視廠を設置した。

### 戦後
1945年（昭和20年）7月4日の徳島大空襲で丸新百貨店は全焼したが、同年9月に仮店舗で営業を再開した。幸い鉄筋コンクリート造りであったことから短期間で営業を再開することができた。
しかし、1946年（昭和21年）7月から1947年（昭和22年）3月まで当店4階の売り場は占領軍向けの娯楽場・ダンスホールとして接収された。なお、接収が完全に解除されたのは、1950年（昭和25年）12月であった。
また、1945年（昭和20年）11月10日に徳島郵便局丸新百貨店分室が開設されたが、翌年1946年（昭和21年）10月6日に廃止された。
その他、徳島県の斡旋で同年7月1日から1949年（昭和24年）11月30日まで中華民国の「国際新聞社」に5階売り場の一部の賃貸も行った。
1950年（昭和25年）から1953年（昭和28年）までアメリカ軍の中古衣類の売出しを行い、当時の衣料品不足から人気を集めた。
1955年（昭和30年）12月31日に2,843.91m2から4,606.66m2への増築工事が完成し、1956年（昭和31年）1月に新装開店した。6階屋上にはミュージックサイレンが設置され、市民に時刻を知らせるようになった。
そして、同年2月には「丸新友の会」を発足させ、得意客の組織化を図った。
1957年（昭和32年）3月に全館冷暖房を導入した。
1959年（昭和34年）2月に「丸新興業株式会社」を設立し、同年4月に洋画封切り館として「テアトル丸新」を開設した。
1962年（昭和37年）6月26日に5,526.35m2から6,507.37m2への増築工事が完成し、同年7月に全国百貨店共同仕入機構（JMA）に加盟した。
1963年（昭和38年）2月19日に食堂やレストランを運営する「株式会社ニュートクシマ」を設立し、同年10月に「株式会社新栄ストアー」を設立して「徳島駅前名店街」2階で洋品雑貨の販売を開始した。
1964年（昭和39年）4月に社内に航空サービス部を設置し、1966年（昭和41年）に12月に「丸新エアーサービス株式会社」に改組して、東亜国内航空の総代理店と旅行代理店を展開した。
1966年（昭和41年）に増改築を行い、同年4月にそれまで5階にあった映画館の「テアトル丸新」を「徳島劇場」に移転して売り場を拡張した。
1968年（昭和43年）5月に阿南出張所を開設した。
1971年（昭和46年）6月18日にダイエー徳島店が開店したため、地下2階地上6階一部7階建て・延べ床面積約7,843m2の新館を増築して1973年（昭和48年）10月10日に売場面積を約10,635m2と約2倍に増床することでダイエーとの競合に対処した。
また、同日には徳島市南末広町に鉄骨造4階建て約4,600m2の商品センターを開設し、この間の同年4月に「テアトル丸新」跡地に事務館を開設した。
同年2月に全日本デパートメントストアーズ開発機構（ADO）に加盟した。
大型店の出店競争により徳島市の商店街の売上高が徳島県全体での占有率は1974年（昭和49年）には約48.4%まで拡大した。
しかし、徳島市の商店街の売上高が徳島県全体での占有率は1976年（昭和51年）には約47.1%と減少に転じ、駐車場不足の新町商店街の流入客数は「徳島そごう」開業前の1982年（昭和57年）には1974年（昭和49年）と比べて約半減（平日約44.3%減・日曜日約50.4%減）と駐車場を備えた郊外型大型店の影響を受けて地盤沈下が進んでしまった。
その為、当店前の歩行者数も1982年（昭和57年）には1974年（昭和49年）と比べて日曜日約44.6%減・平日約33.9%減と大きく減少することになった。
1977年（昭和52年）7月に新町地区商店街パーキングサービス事業に参画し、1978年（昭和53年）12月に「丸新ひまわりカード」の発行を開始した。
徳島西地区再開発ビルに当社とそごうが共同出資で設立する「丸新そごう」を出店する構想が進んでいたが、1979年（昭和54年）7月に徳島市が当社40%・そごう60%で商標も「そごう」を使用するとの案を出したことから、長年の営業で築いた営業基盤と安定した黒字経営の地場資本の既存店として承服できないと拒絶した。
1983年（昭和58年）10月1日に国鉄（現在：JR）徳島駅前に当時四国最大の百貨店として「徳島そごう）」が店舗面積約19,500m2で開業したが、同店は専門店街や約670台収容の大規模な駐車場を併設したワンストップショッピングを可能な複合施設として開業当初から計画を上回る売上を上げた。
同店の進出に対抗して全面リニューアルや外商強化などの対抗策を売ったものの、開業直前の1983年（昭和58年）2月期には約116億4600万円あった売上高は、1983年（昭和58年）2月期には約105億5500万円へ落ち込むことになった。また、当店のあった新町地区の徳島市内の小売売上高に対する占有率も1982年（昭和57年）までは約20～約25%と約13～約17%の駅前地区を上回っていたが、徳島そごう開業後の1985年（昭和60年）には約14%まで落ち込んで駅前地区の約17%と逆転され、1988年（昭和63年）には約12%まで落ち込んで駅前地区の約23%と差が開く一方となり、開業から10年後には売上が半減した店舗が続出する事態に陥った。

### 西武百貨店と資本提携
1989年（平成元年）5月に西武百貨店と資本提携し、同年夏に当社と西武百貨店は「新町ペンタゴン地区市街地再開発準備組合」や徳島市と共に再開発事業での協力についての覚書を締結し、同地区の再開発ビルの各店舗として店舗面積約30,000m2の大型店の出店を目指した。しかし、その後も売上の低迷は続いて1994年（平成6年）2月期には売上高が約54億円と最盛期の半分以下に落ち込み、同年6月10日にリニューアルオープンしたが、1995年（平成7年）3月22日に閉店して61年の歴史に幕を下ろした。
店舗跡のうち新館を阿波銀行が取得して1997年（平成9年）2月に「阿波銀プラザ」などが入る阿波銀行新町ビルとして新装開館したが、2018年（平成30年）3月から建て替えのため解体され、跡地には2019年（令和元年）12月16日に地下1階地上4階建ての同行本店営業部がオープンしている。

## かつて存在した支店
- 徳島陸軍病院出張所（徳島市蔵本町）
- 阿南出張所（阿南市西石塚20-5[57]、1968年（昭和43年）5月開設[36]）
- 徳島市役所売店（1974年（昭和49年）4月開設[42]）
- 脇町店（美馬郡脇町猪尻西分3-3[58][57]、1982年（昭和57年）5月30日[57]）

敷地面積約357.03m2、地下1階地上5階建て、延べ床面積約1,550.33m2、店舗面積約974m2。
- 鳴門店（鳴門市撫養町斉田字大堤18-1[57]、1982年（昭和57年）11月23日[57]）

敷地面積約678.77m2、地上3階建て、延べ床面積約1,174.89m2、店舗面積約481.42m2。
- 空港店（徳島空港ターミナルビル内[59]）

## 過去に存在した関連会社
- 丸新運送株式会社（徳島市南末広町2-8-17[60]、1962年（昭和37年）3月28日設立[60]、資本金300万円[60]、陸上貨物運送[60]）
- 株式会社ニュー徳島（徳島市東新町1-29[60]、1963年（昭和38年）2月19日設立[60]、資本金300万円[60]、料理・喫茶・飲食・旅館・食品製造・土産物製造販売[60]）
- 丸新エアーサービス株式会社（徳島市東新町1-29[61]、1966年（昭和41年）12月28日設立[61]、資本金5000万円[61]、航空代理店・保険代理店[61]）
- 丸新友の会サービス株式会社（徳島市東新町1-29[61]、1973年（昭和48年）3月10日設立[61]、資本金300万円[61]、割賦販売法による前払式特定取引業[61]）
- 株式会社丸新ハウジング（徳島市東新町1-29[61]、1973年（昭和48年）7月24日設立[61]、資本金300万円[61]、家具販売・内装工事[61]）